# Tramlijn Winsum - Ulrum
De tramlijn Winsum - Ulrum was een paardentramlijn in Groningen  tussen Winsum en Ulrum. 

## Geschiedenis
De lijn werd aangelegd door de Tramweg-Maatschappij Winsum - Ulrum en geopend op 13 november 1897. De totale lengte was 14,6 kilometer en omdat een aantal wierden werd doorsneden was de lijn behoorlijk geaccidenteerd. 
Vanaf het station in Winsum liep de lijn door de Stationsweg, rechtsaf de Hoofdstraat in om vervolgens de stenen brug De Boog over het Winsumer Diep te bereiken. Na het water kwam de lijn uit in het dorp Obergum. Via de Provinciale weg doorkruiste de lijn hierna de dorpen en buurtschappen Ranum, Maarhuizen, Mensingeweer, Abelstokstertil, Den Hoorn, Wehe, Leens om daarna Ulrum te bereiken.
Daags voor de opening van de spoorlijn Winsum - Zoutkamp die nagenoeg dezelfde route volgt werd de lijn gesloten op 31 maart 1922. 